# Pardina (Tulcea)
Pardina é uma comuna romena localizada no distrito de Tulcea, na região de Dobruja. A comuna possui uma área de 311.41 km² e sua população era de 624 habitantes segundo o censo de 2007.